# Johann Houschka
Johann „Hans“ Houschka (* 21. Oktober 1914; † 27. Mai 1983) war ein österreichischer Feldhandballspieler.

## Biografie
Houschka gehörte bei den Olympischen Sommerspielen 1936 in Berlin der österreichischen Handballauswahl an, die im Feldhandball die Silbermedaille gewann.